# Горка (Струго-Красненский район)
Горка — деревня в Струго-Красненском районе Псковской области России. Входит в состав сельского поселения «Марьинская волость».

## География
Находится на северо-востоке региона, в северо-западной части района, в лесной местности у р. Студенник, около д.Музовер и р. Вязкий. Произрастает берёза.
Уличная сеть не развита.

## История
В переписной окладной книге Шелонской пятины ─ Потеси Горка, на р. Мазовер.
В 1917 году входила в Узьминскую волость Гдовского уезда.
В 1918—1927 году был образован Горко-Музоверский сельсовет, в составе Лосицкой волости, с 1926 года — Тупицынской. В 1927 году деревня вошла в Музоверского сельсовета Лядского района.
В 1941—1944 гг. был оккупирован фашистами.
- 01.03.1917-31.12.1917 Узьминская волость Гдовский уезд
- 01.01.1918-31.01.1926 Горко-Музоверский сельсовет Лосицкая волость Гдовский уезд
- 01.02.1926-31.07.1927 Горко-Музоверский сельсовет Тупицынская волость Гдовский уезд
- 01.08.1927-30.06.1930 Музоверский сельсовет Лядский район Лужский округ
- 01.07.1930-28.02.1935 Музоверский сельсовет Лядский район
- 01.03.1935-31.08.1940 Музоверский сельсовет Лядский район Псковский округ
- 01.09.1940-31.07.1944 Музоверский сельсовет Лядский район
- 01.08.1944 передана в Псковскую область[4].

01.08.1941-31.01.1944 Германская оккупация
Согласно Закону Псковской области от 28 февраля 2005 года деревня Горка вошла в состав образованного муниципального образования Сиковицкая волость.
До апреля 2015 года деревня Горка входила в Сиковицкую волость.
В соответствии с Законом Псковской области от 30 марта 2015 года № 1508-ОЗ деревня Горка, вместе с другими селениями упраздненной Сиковицкой волости, вошла в состав образованного муниципального образования «Марьинская волость».

## Население
| 2001 | 2002 | 2010 | 2011 |
| ---- | ---- | ---- | ---- |
| 12   | ↗15  | ↘11  | ↘6   |

## Инфраструктура
Личное подсобное хозяйство. Вывоз леса, деревообработка.
Почтовое отделение, обслуживающее д. Горка, — 181114; расположено в бывшем волостном центре д. Сиковицы.

## Транспорт
Просёлочные дороги от д. Музовер и д. Юхново.